# Cervus elaphus barbarus
El ciervo de Berbería o ciervo del Atlas (Cervus elaphus barbarus) es una subespecie del ciervo común que vive al norte de Argelia y Túnez, reintroducido actualmente en Marruecos.

## Descripción

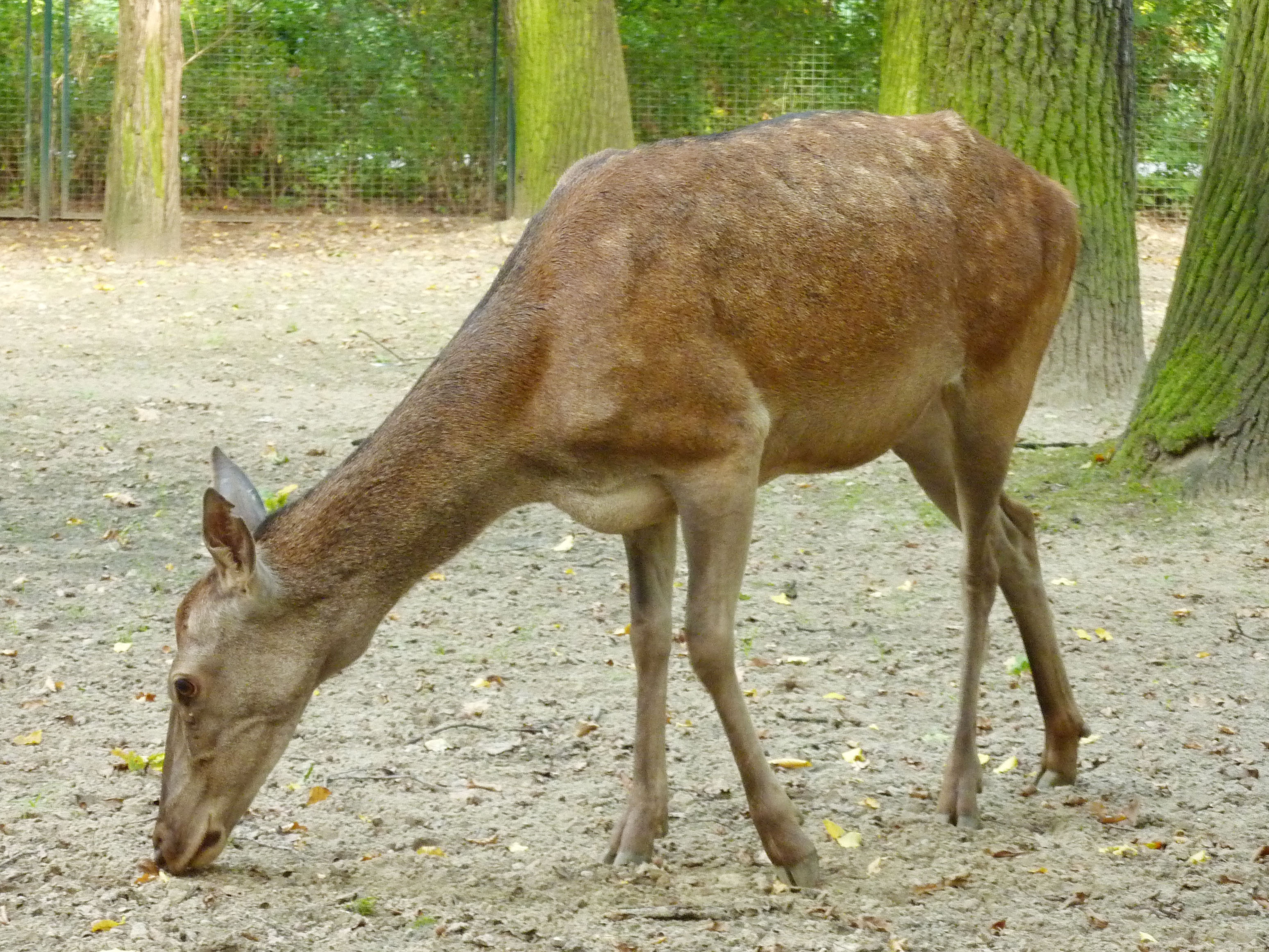
Una hembra en el Tierpark Berlin.

El ciervo de Berbería es más pequeño que el ciervo común. Presenta manchas de color pardo oscuro, alternadas con otras manchas claras aisladas. Sin horquilla frontal. Llegan a medir alrededor de 130-140 cm en los machos y 90-100 cm en las hembras y llegan a pesar 150-225 kg (machos) y 100-150 kg (hembras). Se alimentan de herbáceas, setas, bayas, brotes de arbustos y árboles, hojas jóvenes y de hierbas de la pradera.

## Distribución y hábitat

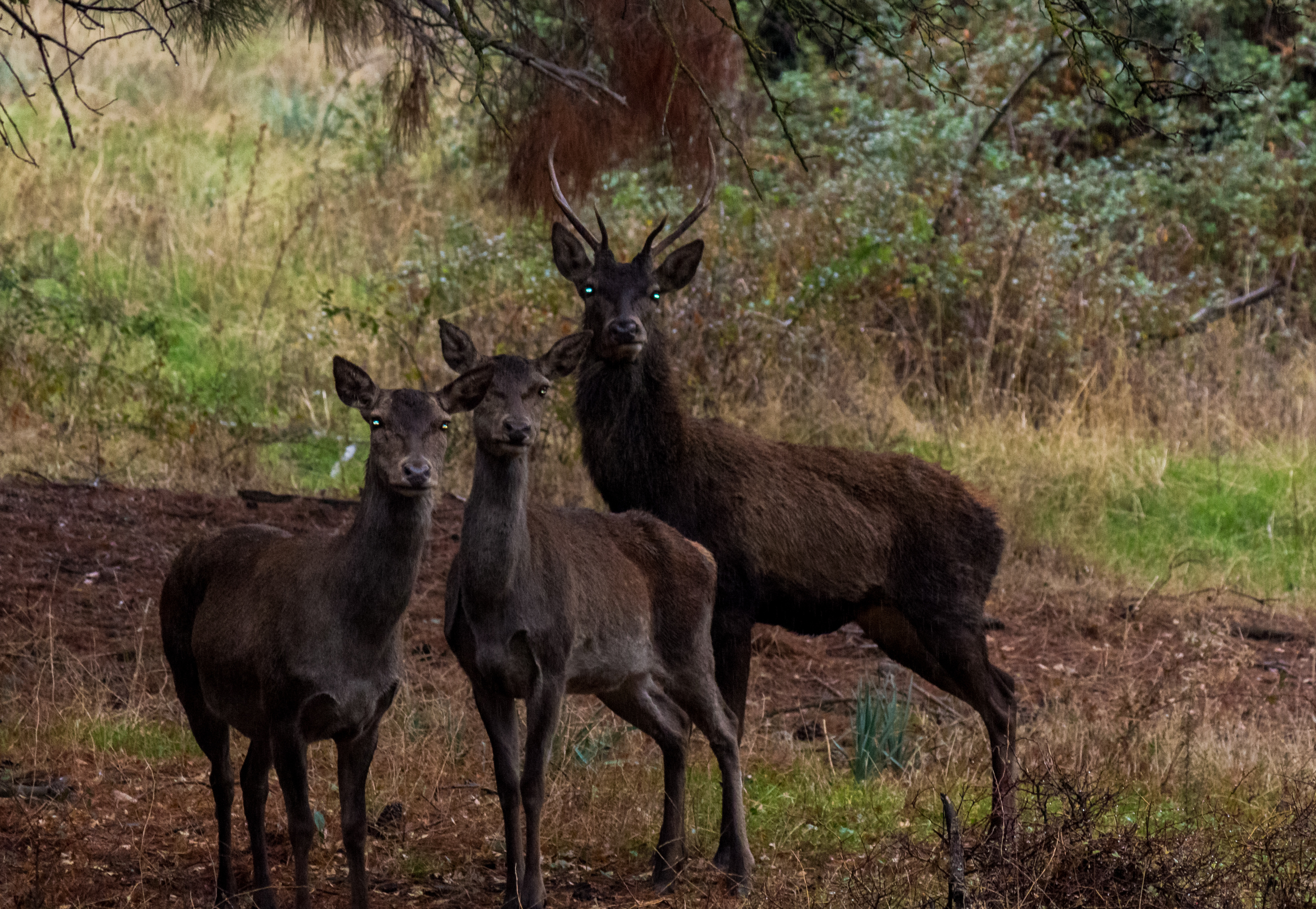
Un rebaño en el Parque nacional Feija (Túnez)

El ciervo del Atlas es el único miembro de la familia de los ciervos que es nativo de África. Prospera en las húmedas áreas forestales de Argelia, Túnez y Marruecos. Fue cazado hasta el borde de la extinción, pero los especímenes en una población de Túnez fueron reintroducidos en los 90. Una población se encuentra en el Parque nacional de Tazekka en las montañas del Atlas Medio. No tiene un territorio real, aparte de la rutina(?), machos y hembras tienen comportamientos distintos. A principios de verano, pastan en las praderas del Atlas y en otoño bajan por los valles y las depresiones fluviales.

## Nomenclatura
Recientes estudios genéticos indican que la población de ciervos del a
Atlas es prácticamente indistinguible de las poblaciones sardas y corsas, generalmente conocidas como ciervos corsos. Esto indica que probablemente una población antigua de ciervos comunes norteafricanos fueron introducidos en esas islas mediterráneas por el hombre. Análisis posteriores sugieren que el ciervo de Berbería y el ciervo corso pertenecen a especies separadas y deberían estar agrupados bajo el nombre Cervus corsicanus.

## Depredadores
El ciervo de Berbería tiene o tenía depredadores como el león del Atlas, el oso del Atlas y el leopardo de Berbería, pero estos o bien se extinguieron, como el oso de Berbería, o quedaron críticamente amenazados, como el leopardo de Berbería y el león del Atlas, el cual quedó extinto en estado silvestre.